# Partizione binaria dello spazio
La partizione binaria dello spazio (detta anche BSP, dall'inglese Binary Space Partitioning) è un metodo che permette di suddividere, in maniera ricorsiva, uno spazio euclideo in insiemi convessi di iperpiani. Questa suddivisione è rappresentata tramite una struttura dati ad albero, chiamata BSP tree.
Lo scopo di questo sistema di partizione introdotto nel 1980, utilizzato in particolare nella computer grafica 3D, è quello di suddividere poligoni molto complessi in altri più semplici, velocizzando così le operazioni di rendering.

1. A è la radice dell'albero e il poligono completo.
2. A è diviso in B e C.
3. B è diviso in D e E.
4. D è diviso in G e F, diventando così forme convesse e quindi foglie dell'albero.